# Bombai
|  | Per a altres significats, vegeu «Bombay». |

Bombai (marathi: मुंबई, Mumbai, pronunciat /'mumbəi/; la forma catalana tradicional deriva de la forma anglesa Bombay) és la capital de l'estat de Maharashtra i la ciutat més gran de l'Índia. Està situada en una illa anomenada Salsette, davant la costa oest del país, a la costa de la mar Aràbiga. El seu profund port natural és el principal de l'Índia occidental. Amb una població l'any 2004 de 12.700.000 habitants, és la sisena aglomeració urbana més poblada del món, i si tenim en compte les ciutats satèl·lits de l'extensa rodalia, és la conurbació més habitada del món. L'Institut de Població, en el seu informe anual, preveu que l'any 2020 Bombai passarà a ser per si sola la ciutat més poblada del món.
Bombai és la capital comercial de l'Índia, on hi ha la seu d'importants institucions financeres com el Reserve Bank of India, la Borsa de Bombai (Bombay Stock Exchange) i les oficines centrals de moltes empreses índies. A causa de les immenses oportunitats de negoci que hi ha a Bombai i del relativament alt nivell de vida, la ciutat ha atret immigrants de tot Índia i del sud-est d'Àsia, cosa que n'ha fet una veritable barreja de comunitats i cultures. Conté el centre neuràlgic de la indústria índia del cinema i la televisió, el complex anomenat Bollywood (nom creat a semblança del Hollywood estatunidenc), que produeix el nombre anual de pel·lícules més gran del món. Bombai és també una de les poques ciutats que tenen un parc nacional dins els seus límits municipals, el de Sanjay Gandhi, o Borivali.
El nom Mumbai és un epònim, derivat etimològicament de Mumba (el nom de la dea hindú local Mumbadevi) i d'Aai (que vol dir 'mare' en marathi). Al segle xvi, els portuguesos van anomenar l'àrea Bombaim (en hindi, com en català, Bombai). La hipòtesi anglesa que fos una alteració del portuguès Boa Bahia és clarament apòcrifa. Un cop presa pels britànics, el nom fou anglicitzat en Bombay. El nom fou canviat oficialment de Bombay, en anglès, a Mumbai, en marata, el 1995, però el nom anglès encara és utilitzat popularment per molts dels habitants quan parlen en anglès, mentre que en hindi continua sent Bombai.

## Història
Les illes de Bombai foren ocupades pels portuguesos el 1534. El 1626, holandesos i britànics van intentar obtenir possessió de l'illa de Bombai. El 1653 els britànics la van voler comprar. Finalment, fou cedida pels portuguesos als britànics el 23 de juny de 1661 com a part del dot de la infanta Caterina de Bragança, quan es va casar amb Carles II d'Anglaterra, però quan van intentar prendre possessió foren rebutjats per la guarnició local (18 de setembre de 1662); el rei de Portugal va ordenar la cessió a la guarnició el 16 d'agost de 1663, però no fou obeït i els britànics van haver de conquerir l'illa el 23 de novembre de 1663; finalment, el 18 de febrer de 1665, els portuguesos van ratificar la cessió, de la qual quedaven excloses les illes veïnes amb major població i recursos, que actualment formen part de Bombai (Bandra, Mahim, Mazagaon) o de les veïnes Tana (Thane) i Baçaim (Vasai). Llavors Bombai tenia uns deu mil habitants.
El 23 de setembre de 1668, el govern britànic va cedir l'illa a la Companyia Anglesa de les Índies Orientals (després Companyia Britànica de les Índies Orientals) a canvi de 10 lliures d'or, i va quedar supeditada al govern de Surat, que era la principal possessió de la companyia britànica (s'hi havien establert el 1618).
El principal enemic dels britànics era l'almirall d'origen abissini Sidi, comandant de la flota mogol (els seus descendents foren els nawabs de Janjira): el 1668, Sidi va passar l'hivern a Mazagaon i va assetjar la fortalesa de Bombai, però es va salvar per una crida directa a l'emperador mogol.
Un intent holandes de conquesta el 1673 fou també rebutjat. El 2 de maig de 1685, Surat va passar a dependre de Bombai (de fet, la transferència es va acabar el 1687), que fou erigida en capital de totes les possessions de la companyia a l'Índia, reunint la condició de presidència dels territoris occidentals i de govern general fins al 1708. El govern de Surat va ser integrat en el de Bombai el juny de 1703. El 1708, la Companyia Anglesa de les Índies Orientals i una altra companyia amb drets comercials a la zona es van fusionar en la Companyia Unida de les Índies Orientals (oficialment United Company of Merchants of England Trading to the East Indies, coneguda com a Companyia Britànica de les Índies Orientals) i Bombai fou escollida com la seu d'una de les tres presidències independents governades per un governador en consell. El 1774, fou posada sota dependència de la presidència de Bengala, que formà en endavant, de facto, el govern general de l'Índia. Després de la primera Guerra maratha, totes les illes de Bombai van quedar en mans dels britànics, així com la ciutat de Thana al continent.
La ciutat va començar un gran creixement després del 1864.

## Geografia

### Situació geogràfica

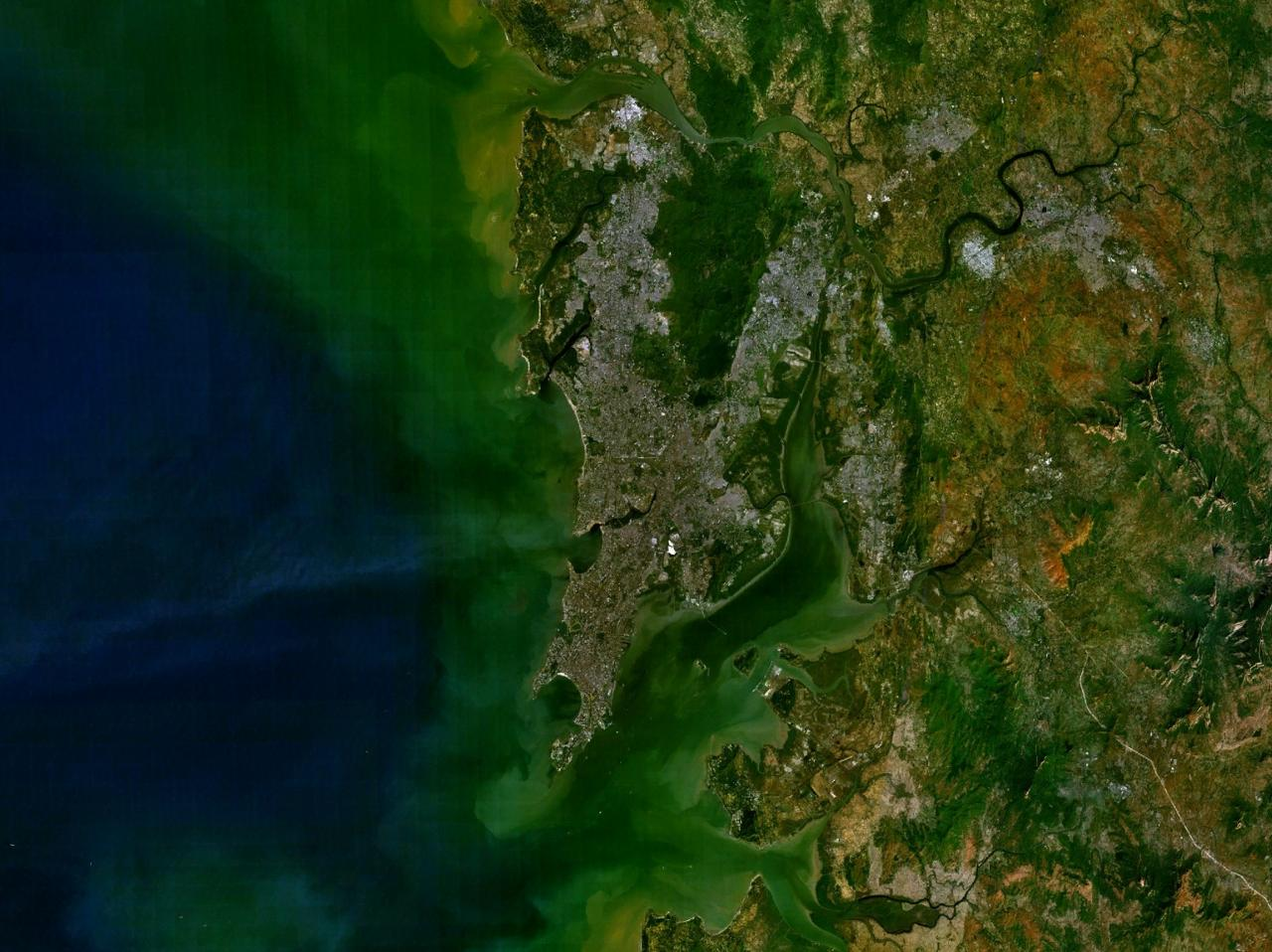
Imatge des d'un satèl·lit de Bombai

Bombai es troba en la costa del mar d'Aràbia a l'oest de l'Índia a 18,96° lat N i 72,82° long E. L'altitud mitjana de la ciutat és d'onze msnm.
Els 437,77 km² de l'àrea metropolitana ocupen dues illes situades davant la costa, que estan unides per ponts. El centre urbà de Bombai es troba a l'illa homònima de 70 km² de superfície, situada al sud, mentre que la resta de la regió metropolitana, que agrupa els barris perifèrics i la ciutat de Thane, ocupen la major part dels 533 km² de l'illa de Salsette al nord.
Ambdues illes estan separades entre si i del continent per estrets braços de mar. A part d'algunes elevacions brusques i aïllades de fins a 496 m d'altitud, les illes són planes i fins i tot algunes parts de l'illa de Bombai es troben per sota del nivell del mar.
A l'est s'estén el Konkan, nom que rep la franja costanera de Maharashtra, d'uns 80 km de longitud, després de la qual es troben els Ghats occidentals, serralada de 1.600 m d'altitud mitjana, que separa la franja costanera de l'altiplà del Dècan. El transport amb l'est resulta difícil pels bruscs vessants de la serralada.

### Distribució territorial
Bombai està dividida en sis zones. Aquestes es divideixen, al seu torn, en 24 districtes urbans (wards). Les zones estan designades per números i els districtes urbans per lletres. A més, els districtes urbans es divideixen en un total de 221 districtes electorals. La taula següent mostra les zones individuals amb els seus districtes urbans corresponents.
| Zona 1 | Zona 2       | Zona 3      | Zona 4         | Zona 5      | Zona 6 |
| ------ | ------------ | ----------- | -------------- | ----------- | ------ |
| Ward A | Ward F/North | Ward H/East | Ward P/North   | Ward L      | Ward N |
| Ward B | Ward F/South | Ward H/West | Ward P/South   | Ward M/East | Ward S |
| Ward C | Ward G/North | Ward K/East | Ward R/North   | Ward M/West | Ward T |
| Ward D | Ward G/South | Ward K/West | Ward R/South   |             |        |
| Ward E |              |             | Ward R/Central |             |        |

## Clima

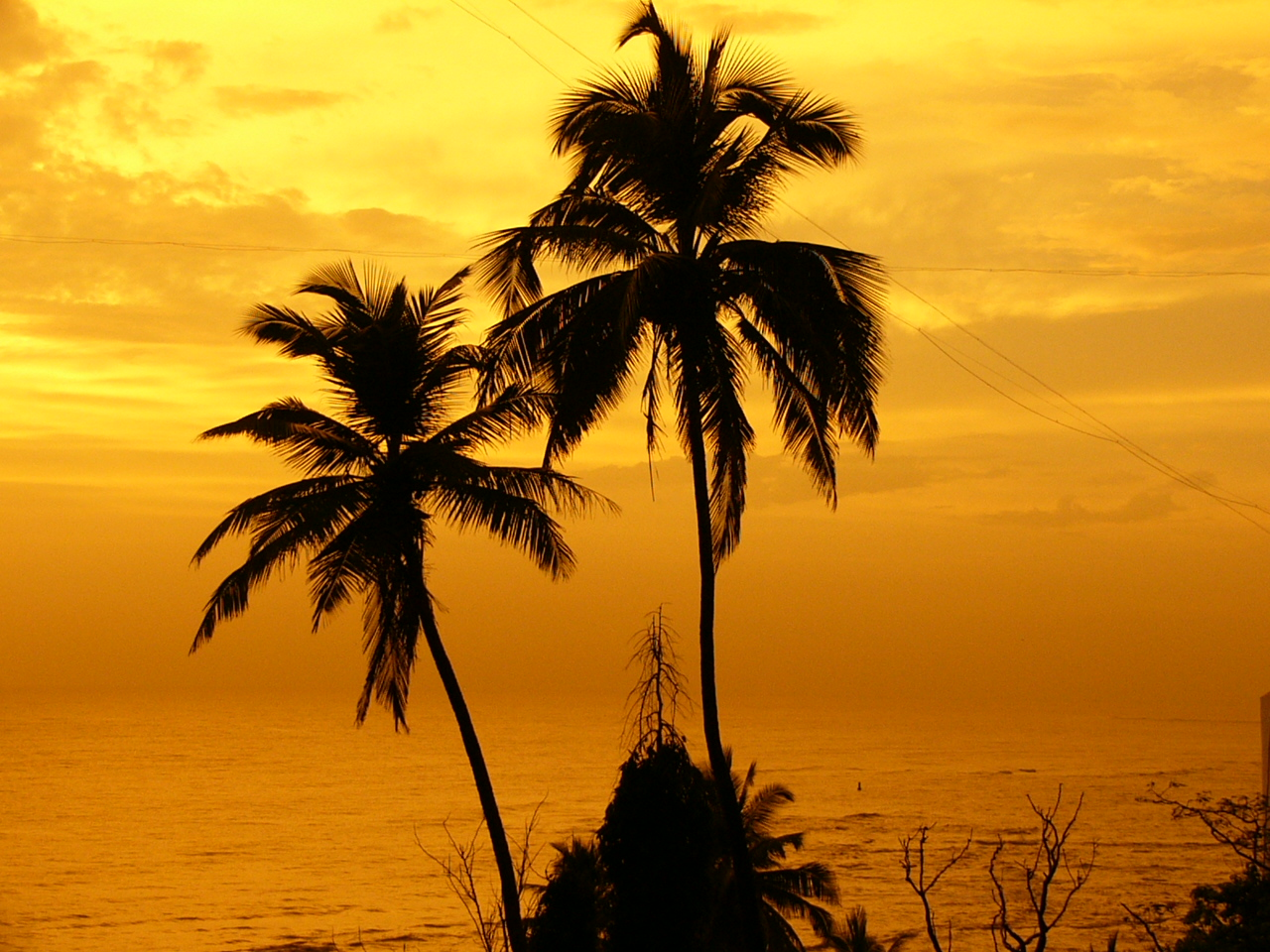
Clima tropical

La ciutat de Bombai es troba en zona climàtica tropical. La temperatura mitjana anual ascendeix a 26,7 °C. Les temperatures són moderades per la proximitat del mar i no pateixen grans variacions al llarg de l'any.
El mes més fred és gener, amb una mitjana de 23,9 °C a mitjans del mes.
Els monsons influeixen més que la temperatura sobre els canvis de clima al llarg de l'any. L'època de monsons (Chatur-masia, o 'quatre mesos') s'estén normalment entre el començament de juny i el final de setembre. Les precipitacions arriben als 1.700 mm durant aquests mesos, un 95% del total anual. Els mesos següents d'octubre i novembre són igualment càlids, encara que gairebé sense precipitacions.
Amb temperatures màximes diàries d'uns 28 °C, els mesos de desembre a febrer són secs i lleugerament menys càlids que els mesos de març a maig, quan les temperatures màximes diàries arriben als 33 °C i augmenta la humitat ambiental.

## Demografia

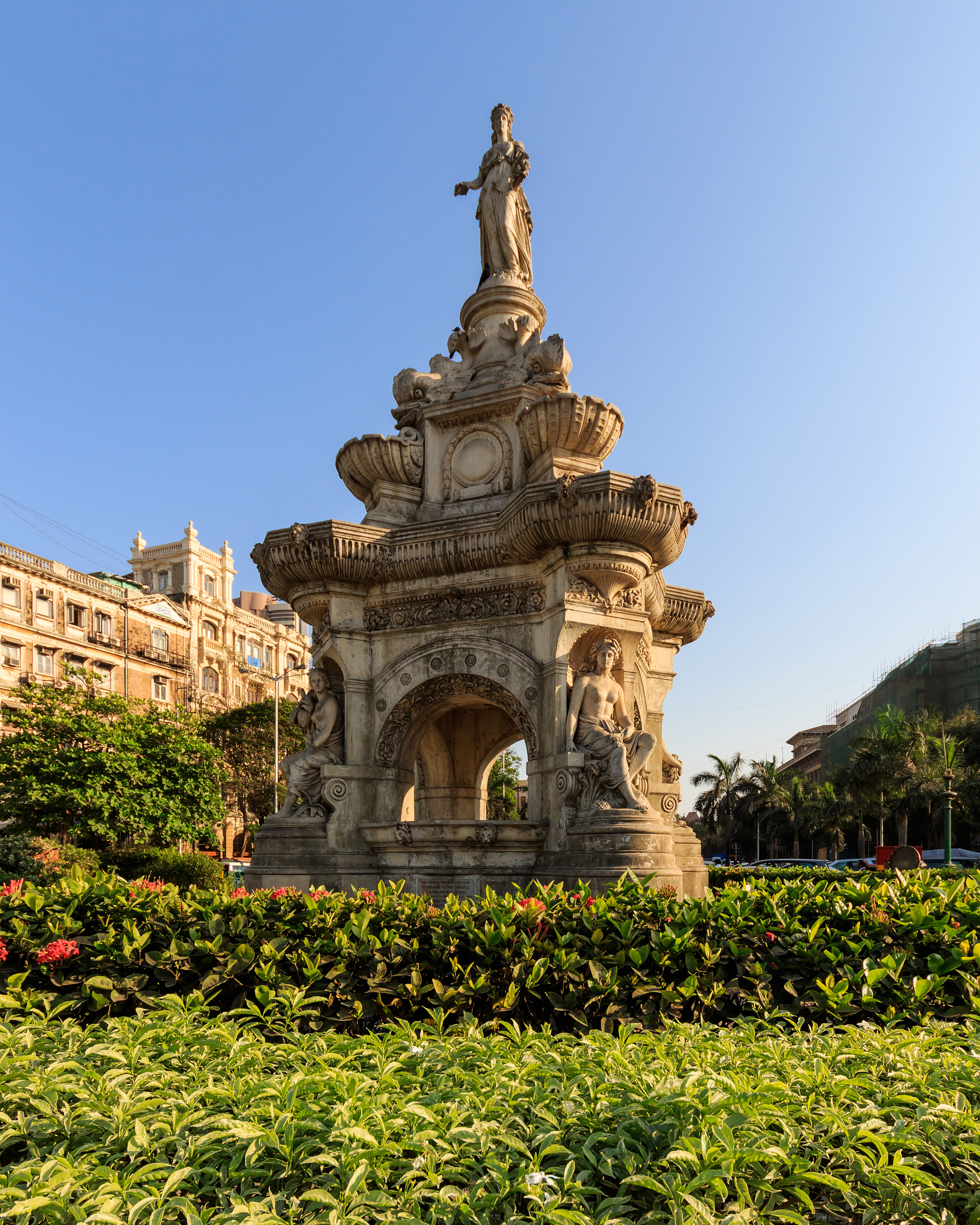
Font Flora

Des dels inicis de la colonització britànica, l'antiga Bombai va experimentar un ràpid creixement de població. De 10.000 habitants l'any 1661 va passar a una xifra deu vegades major el 1764, al voltant dels 100.000. El 1845, la ciutat ja tenia mig milió d'habitants. En el primer cens de població l'any 1864, la xifra de població ascendia ja a 817.000. En les dècades del 1860 i del 1890, la població va descendir a causa de diverses epidèmies. El 1911, la població de Bombai ultrapassava el milió d'habitants.
La incorporació al terme municipal de Bombai d'altres zones adjacents el 1950 i de zones encara més allunyades el 1957 augmentà la superfície administrada per la ciutat i, consegüentment, la població total. Les xifres oficials de població es multiplicaren per deu una altra vegada entre el 1911 i el 1991, quan la ciutat, fins i tot sense comptar els barris perifèrics, superava ja els deu milions d'habitants. La població de la Bombai pròpiament dita era d'uns 13.750 milions el gener del 2009. Tot i així, la seva àrea metropolitana, que era de 16.434.386 habitants segons el cens del 2001 (i 12.596.243 habitants, d'acord amb l'anterior, del 1991), ja té, amb uns 20,25 milions (el gener del 2009), una població més gran que la de Xile (16.430.000) i similar a la d'Austràlia (20.700.000).
La densitat de població a Bombai assoleix valors que no tenen comparació amb les aglomeracions urbanes d'altres parts del món, com Europa. A la ciutat hi viuen 29.000 hab./km², mentre que a Barcelona, en comparació, hi viuen uns 16.000 hab./km². En el cas més extrem, la zona de Bhuleshwar assoleix una densitat de 400.000 hab./km², una de les densitats de població més altes del món. Segons estimacions de les Nacions Unides, l'any 2020 viuran en el nucli urbà de Bombai 28,5 milions de persones. Un problema no resolt derivat d'aquesta altíssima densitat de població és l'existència de barriades de barraques que continuen estenent-se per totes les zones de la ciutat.
Des del començament de la colonització britànica, una part considerable del creixement de població de Bombai ha estat causat per la immigració. Els immigrants, atrets pel prestigi i la puixança econòmica de la ciutat, procedeixen no sols de les regions circumdants, sinó també de tota l'Índia i fins i tot de països veïns. El resultat és un conglomerat de persones de diferents orígens ètnics i lingüístics.
Les llengües marathi, autòctona, i el gujarati de l'estat veí de Gujarat, al nord, que fins a 1960 va pertànyer a la província de Bombai, constitueixen els dos grups lingüístics més nombrosos a la ciutat. Existeixen també minories rellevants de bengalí, marvarí, panjabi i tàmil. D'origen estranger són, sobretot, la comunitat sindi del Pakistan, així com afganesos, xinesos i nepalesos.
El sumari següent mostra les xifres de població del Bombai "estricte" (és a dir, sense el seu conglomerat urbà "extern"). Les dades fins al 1845 són simples estimacions, mentre que les dades entre 1864 i 2001 es basen en resultats de censos. El de 2011 és una projecció mitjana per a la data del proper cens nacional indi.
| any  | població |
| ---- | -------- |
| 1661 | 10.000   |
| 1675 | 60.000   |
| 1764 | 100.000  |
| 1780 | 114.000  |
| 1806 | 200.000  |
| 1814 | 240.000  |
| 1830 | 229.000  |
| 1845 | 500.000  |

| any  | població  |
| ---- | --------- |
| 1864 | 816.562   |
| 1872 | 644.605   |
| 1881 | 773.196   |
| 1891 | 821.764   |
| 1901 | 812.912   |
| 1911 | 1.018.388 |
| 1921 | 1.244.934 |
| 1931 | 1.268.936 |

| any  | població   |
| ---- | ---------- |
| 1941 | 1.686.127  |
| 1951 | 2.966.902  |
| 1961 | 4.152.056  |
| 1971 | 5.970.575  |
| 1981 | 8.227.382  |
| 1991 | 9.925.891  |
| 2001 | 11.914.398 |
| 2011 | 14.300.000 |

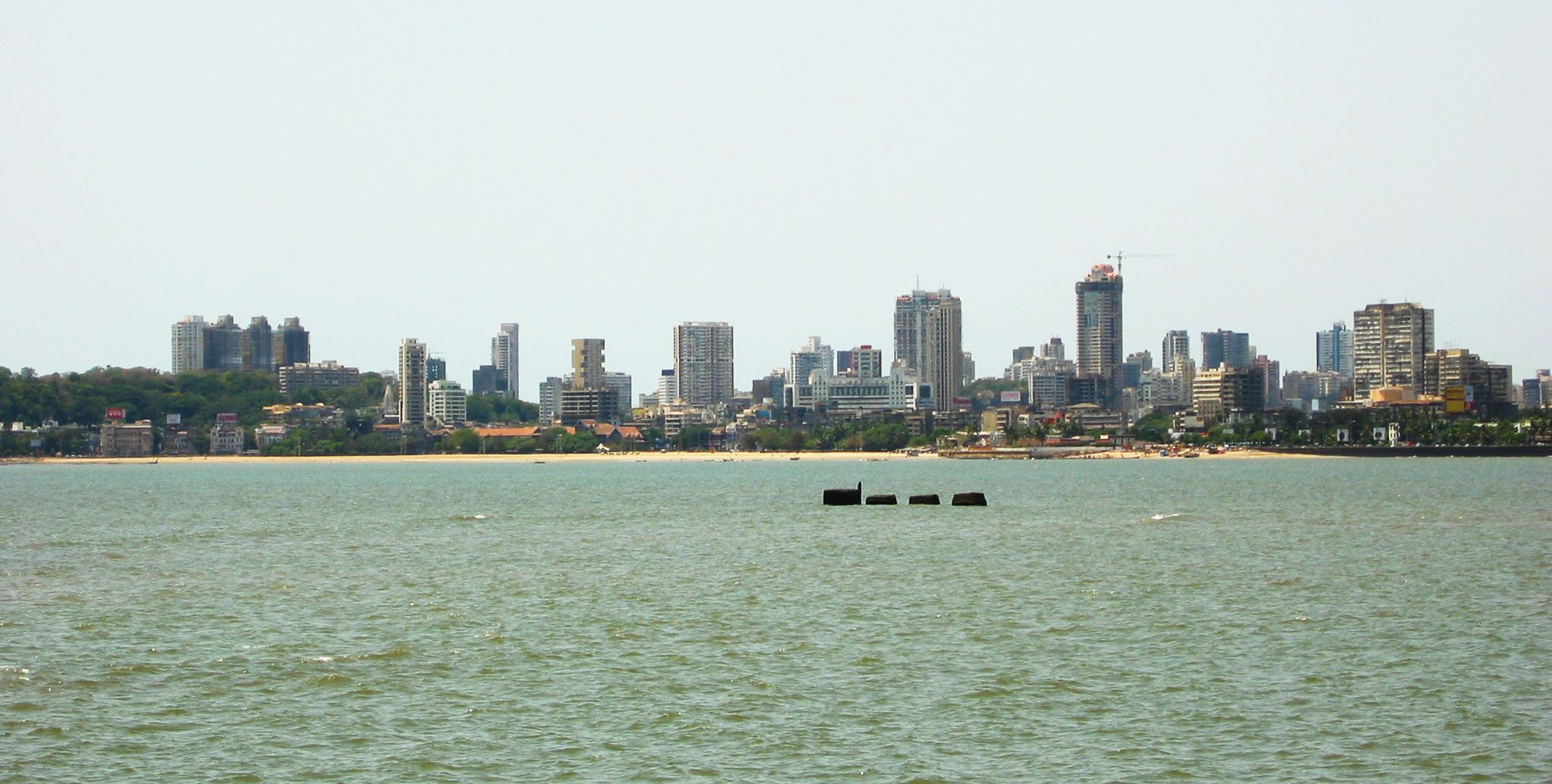
Vista de Bombai, amb la platja Chowpatty en primer terme

Des del 1951 les xifres de població són de data de l'1 de març, inclosa l'estimació mitjana pel 2011.

## Política

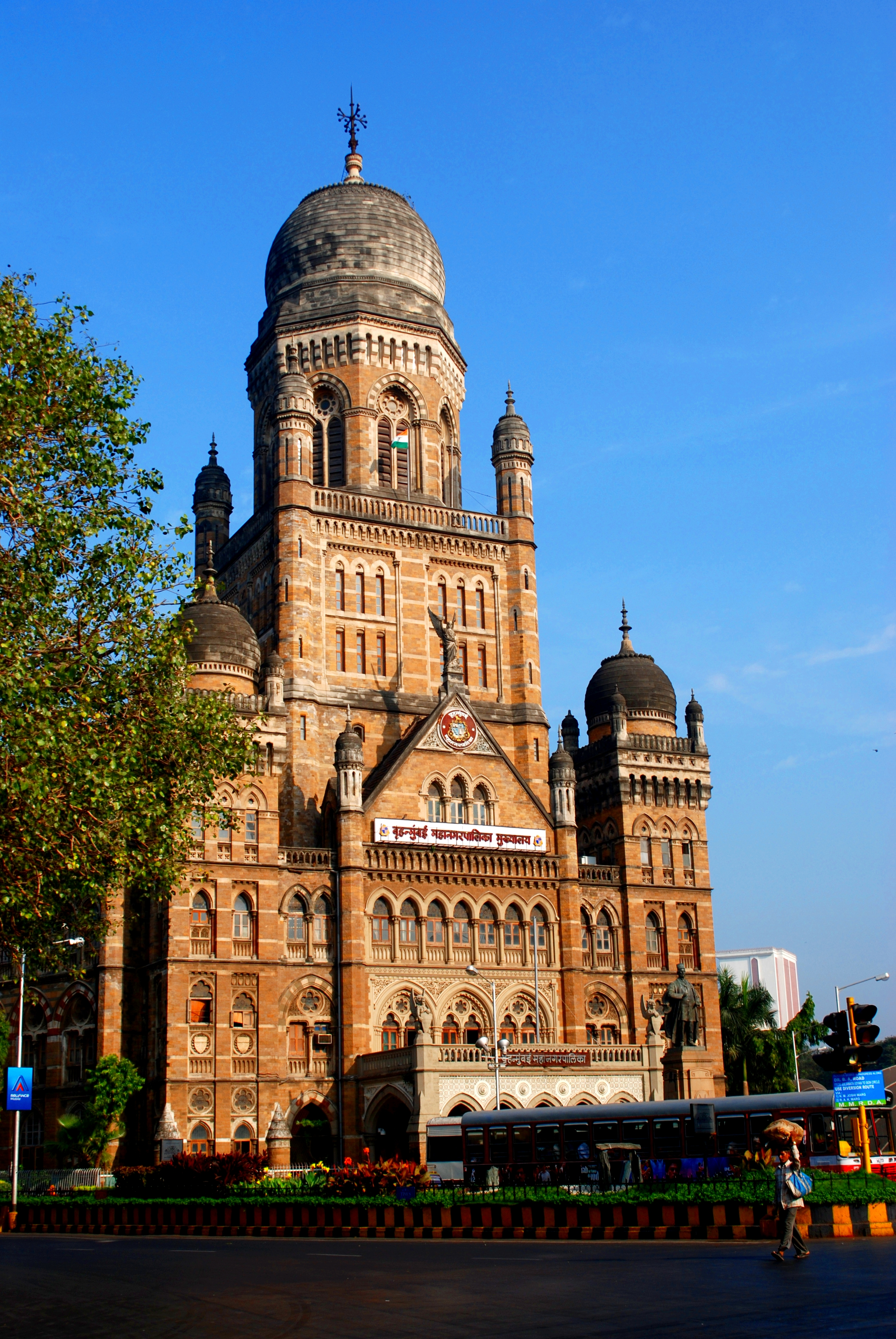
Edifici de la Corporació Municipal

L'alcaldessa de Bombai és Datta Dalvi, del partit d'extrema dreta Shiv Sena ('Exèrcit de Shiva'). El 18 de febrer de 2005 va prendre possessió del càrrec, succeint a Mahadeo Deole. La candidatura de Dalvi va aconseguir 140 escons, mentre que el seu rival del Partit del Congrés, Ramchandra Raghavan Pillai, n'aconseguí 63. Dilip Patel, del partit Bharatiya Janata, va ser reelegit com a sotsbatlle. Dalvi ocupa també el lloc de presidenta del Comitè Permanent de la Corporació Municipal del gran Bombai, organisme responsable de la construcció i el manteniment de la infraestructura urbana.
El Shiv Sena és, amb molta diferència, el major partit a l'àrea metropolitana de Bombai. Mentre que en les altres grans ciutats índies governen el Partit Comunista (Calcuta) o el Partit del Congrés (Delhi), la política de Bombai està dominada pel faccionalisme hindú del Shiv Sena. Aquest partit, liderat per l'admirador declarat d'Adolf Hitler Bal Thackery, va irrompre en el panorama polític de la ciutat amb propaganda promaratí i antiislàmica. Entre 1985 i 1992, i de nou des de 1995, ha mantingut l'alcaldia de Bombai. Entre els seus objectius principals, es troba a frenar la immigració procedent del sud de l'Índia i de musulmans i, alhora, expulsar els immigrants il·legals de la ciutat. Al Shiv Sena, se li ha acusat també de fomentar els incidents i atacs cada vegada més violents contra la població musulmana de Bombai.

## Llengües
A Bombai es parlen al voltant de 200 llengües i dialectes d'origen tant autòcton com estranger. La llengua més parlada a la ciutat és el marathi, utilitzat per un 43 % de la població local. El maratí és la principal llengua oficial de l'estat de Maharashtra i la llengua tradicional autòctona.
Després del maratí, es troba, amb un 19 % de la població, el gujarati, llengua pròpia de l'estat veí de Gujarat, situat al nord de Bombai. A aquesta llengua, la segueix l'urdú, utilitzat per un 10 % de la població, principalment per als musulmans, que el tenen com a llengua materna. L'urdú s'escriu en una modificació semblant a la del persa de l'alfabet àrab, i va ser llengua oficial durant la dominació de l'Imperi Mongol.
Indistingible de l'urdú com a llengua parlada, però amb una norma culta i un alfabet diferent, l'hindi, la llengua principal de tot el nord de l'Índia és a Bombai la quarta llengua més utilitzada, un 8 % de la població té l'hindi com a llengua materna. En realitat, el fet que l'hindi i l'urdú siguin pràcticament indistingibles com a llengües parlades i l'estatus de l'hindi com a llengua oficial de l'Índia a nivell federal i la seva forta presència a les pel·lícules i els mitjans de comunicació fan que sigui molt habitual l'ús d'aquesta llengua com a llengua de comunicació social entre els diferents grups.
Totes les llengües anteriorment esmentades són llengües indoàries. Les llengües dravídiques tàmil i telugu, pròpies del sud del país, són parlades per un 2,5 % de la població. Les llengües dravídiques no estan relacionades històricament amb les indoàries i eren les llengües parlades originàriament a tot el subcontinent abans de la conquesta ària.
L'anglès ocupa la dotzena posició, amb només un 1% dels habitants de la ciutat que el parlen com a llengua materna, segons les enquestes oficials d'hàbits lingüístics. Amb tot, l'ús de l'anglès està molt estès entre les classes altes de Bombai, i és la segona llengua de molts dels seus habitants. Tots els documents i publicacions oficials de la ciutat es publiquen en maratí a més d'anglès.
Els dos principals diaris de Bombai s'editen en llengua anglesa. La manca de correspondència entre l'ampli ús de l'anglès com a llengua culta i administrativa i el seu escàs ús en la vida quotidiana reflecteix l'estatus d'aquesta llengua com a mitjà de comunicació entre les diferents comunitats lingüístiques de la ciutat, amb preferència sobre l'hindi, molt identificat amb el nord de l'Índia i rebutjat en gran manera pels parlants de llengües dravídiques del sud.

## Religions

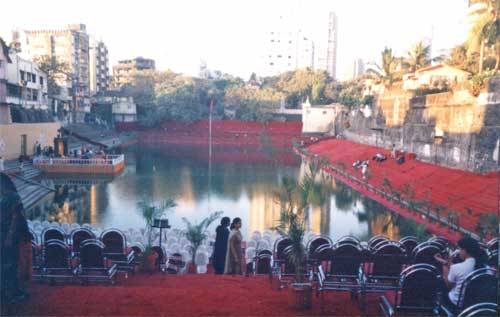
Estany Banganga

De manera anàloga a la situació lingüística, la coincidència de comunitats d'orígens diversos a Bombai ha donat lloc a la presència de diferents religions. La sobrerepresentació de les minories religioses en comparació amb altres grans ciutats de l'Índia és un dels fets més destacats de la societat de Bombai. Entre les diverses minories, destaquen els budistes, els cristians, els jainites, els jueus, els parsis i els sikhs. Jueus, parsis i sikhs constitueixen una mica menys del 2 % de la població, mentre que els budistes i els jainites sumen una xifra lleugerament inferior al 5 % de la població total, i els cristians al voltant d'un 7 %.
Al costat d'aquestes minories, les dues grans religions són, com a la resta del país, l'hinduisme i l'islam. La relativa importància numèrica de les minories abans esmentades fa que els hindús, al voltant d'un 80% de la població en tota l'Índia, representin a Bombai només el 67,2 % dels habitants de la ciutat. Amb tot, els hindús són, amb gran diferència, la comunitat religiosa dominant a Bombai.
Per la seva banda, els parsis i els jainites exerceixen a Bombai un paper molt important en l'economia, malgrat tractar-se de minories numèricament petites.
Els musulmans representen al voltant del 25,9 % de la població i dominen alguns sectors de l'economia, a més de ser la comunitat majoritària en diverses parts de la ciutat.

## Economia

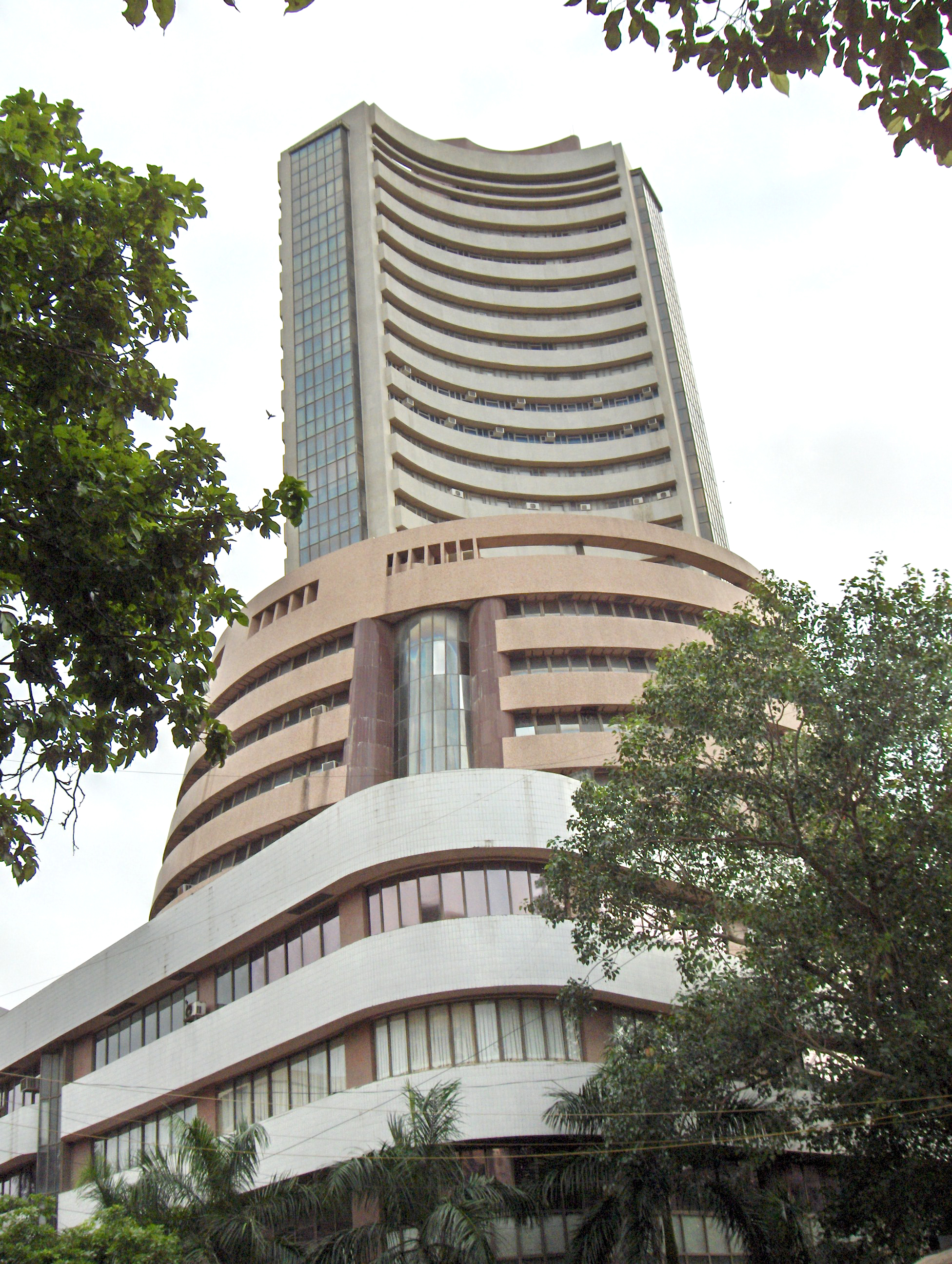
Borsa de Bombai

Bombai té una economia molt diversificada i és el centre neuràlgic de les finances, el comerç i la moda a l'Índia. La indústria cinematogràfica de la ciutat és la més gran del món, segons les xifres anuals de producció. A més, destaquen també la producció de maquinària i les indústries metal·lúrgica i química. També es produeixen fertilitzants i tèxtils en cotó, així com productes derivats del petroli. Cal destacar també la rellevància de les tecnologies de la informació, l'artesania, la indústria editorial, la construcció i reparació naviliera, així com la indústria pesquera. A l'illa de Trombay, està en funcionament des de 1957 una central nuclear.
Tan sols Bombai produeix el 38 % del producte interior brut de l'Índia, i el port de 8 km² d'extensió és un dels majors ports naturals del món: hi passa la meitat del comerç exterior del país. Bombai és també la capital financera de l'Índia. La Borsa de Bombai (Bombay Stock Exchange), que encara utilitza el nom antic de la ciutat, va ser fundada el 1875 i és la borsa més antiga d'Àsia i la major de l'Índia. La Borsa Nacional (National Stock Exchange) és l'altre mercat borsari també radicat a la ciutat. Aquest últim va ser fundat el 1992 com una escissió de la Borsa de Bombai per iniciativa dels grups polítics, i es diferencia dels altres mercats borsaris del país per la divisió de les activitats en dos àmbits: comercial i de gestió.
Atesa la condició de Bombai com a motor econòmic de l'Índia, és natural que en aquesta ciutat es trobin abundants signes de prosperitat, des del conjunt d'edificis d'oficines a Nariman Point, el Manhattan de Maharashtra, fins als automòbils de luxe que recorren els carrers de la ciutat. Així mateix, els preus immobiliaris en aquestes zones benestants de Bombai es troben entre els més alts del món.
Davant l'èxit econòmic de la ciutat, l'altra cara de la moneda es revela en la profunda pobresa que es veu també en els carrers de Bombai. Cada dia arriben a la ciutat centenars d'immigrants procedents de les zones rurals de l'estat de Maharashtra, que intenten escapar de la misèria dels seus llogarets. Mentre que molts troben feina i allotjament adequats, la majoria dels immigrants s'allotja en els carrers o en els barris de barraques, els majors de tota Àsia. Fins a un terç de la població total de la ciutat viu en condicions de pobresa extrema, i molts d'ells recorren a la mendicitat. Malgrat tot, el vigor econòmic de Bombai fa que fins i tot els més desfavorits trobin oportunitats de millorar les seves condicions de vida.

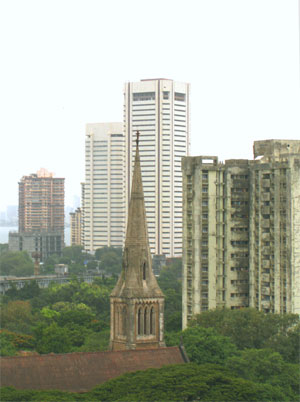
Torres de comerç mundial

Les enormes desigualtats socials a la ciutat, on més de quatre milions dels seus habitants ocupen els barris de barraques marginals i acaparen els pitjor llocs de treball, han estat reflectides de vegades en el cinema i la televisió. Per exemple, el documental Bombai: Our City (Bombai, la nostra ciutat), dirigit per Anand Patwardhan (Índia, 1985), narra la història de la lluita diària per la supervivència dels més desafavorits, que s'enfronten a la marginació i fins i tot a la persecució policial i a la manca d'accés a les infraestructures urbanes més bàsiques.
Les possibilitats de desenvolupament en el futur de Bombai se centren de manera especial en el sector dels serveis, així com en la indústria informàtica. Moltes empreses locals treballen ja al servei de clients europeus en el sector de l'obtenció i procés de dades. També la indústria de l'automòbil, com a potencial subministrador dels grans fabricants mundials i per raó de la creixent demanda de la classe mitjana índia, ofereix expectatives de creixement importants.
A més, Bombai té també oportunitats per a créixer com a centre de recerca i desenvolupament, i de refermar el seu paper com a nucli comercial i de negocis. A causa dels preus immobiliaris relativament baixos, la zona nord de Bombai (el gran Bombai) s'ha convertit en una àrea atractiva per a les noves empreses. Les condicions geogràfiques -Bombai és una península- fan que l'expansió de l'àrea urbana només pugui orientar-se cap al nord.
Les possibilitats de creixement de Bombai, això no obstant, s'enfronten al problema d'unes deficients infraestructures per al transport per carretera, en contrast amb les modernes instal·lacions portuàries i aèries, així com una administració local criticada per no haver sabut gestionar el desenvolupament dinàmic de l'economia. Aquests problemes fan encara difícil a curt termini que Bombai es converteixi, com altres ciutats asiàtiques, en un gran centre econòmic global.

## Transport

### Transport de llarga durada

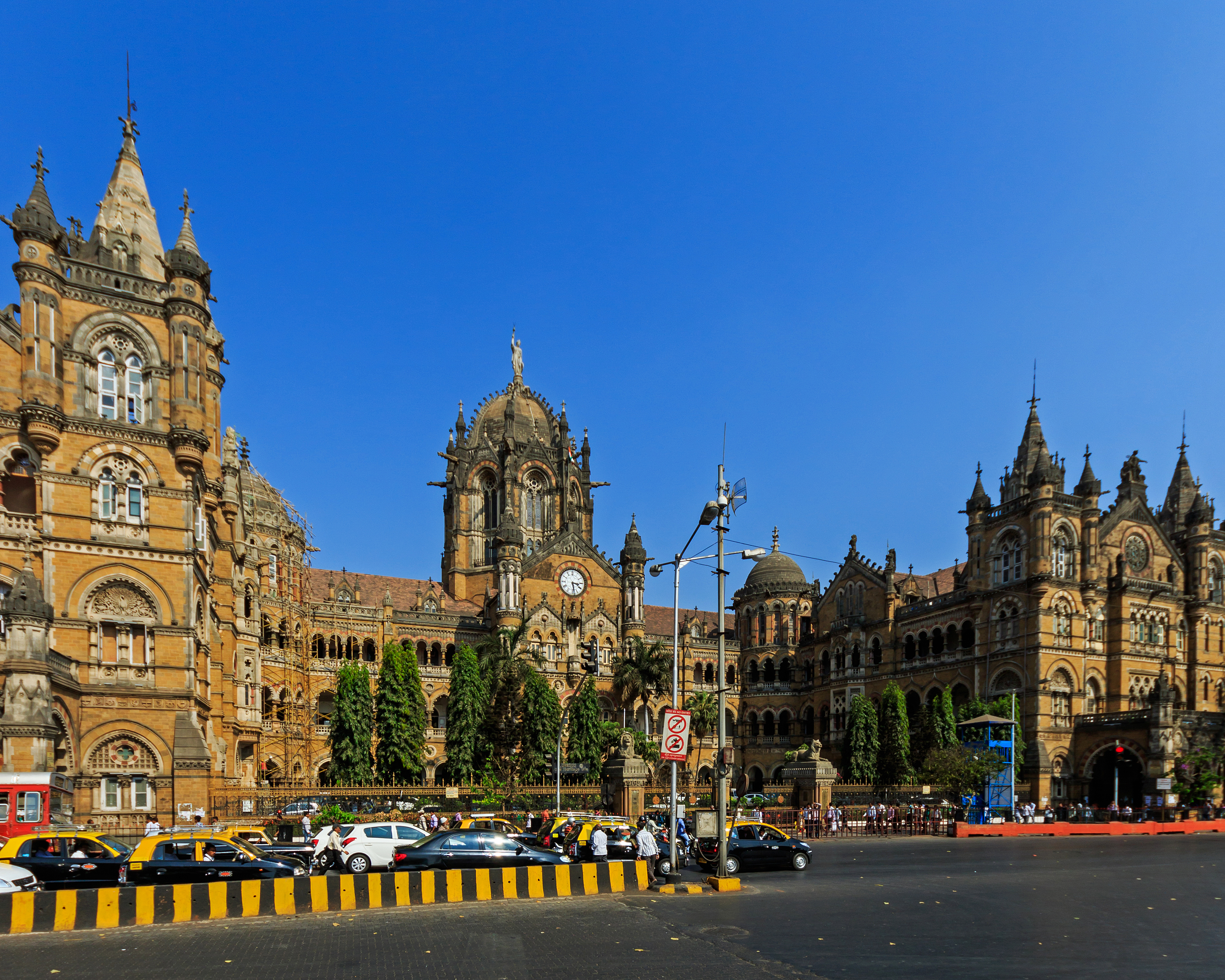
Terminal ferroviària de Chhatrapati Shivaji

Bombai és un important nucli de comunicacions que té autopistes, terminals d'autobusos interurbans, el port més important de l'Índia i connexions aèries i ferroviàries amb la resta del país i del món. El 1920, va entrar en funcionament el primer aeroport de l'Índia britànica. L'actual aeroport internacional de Chhatrapati Shivaji, inaugurat el 1971, és l'aeroport de major trànsit del país. Les condicions de la zona d'arribades i les tortuoses formalitats d'entrada són les crítiques principals dels qui arriben a l'aeroport. Els vols nacionals utilitzen l'aeroport nacional de Santa Creu, més petit.
A Bombai, convergeixen dues línies principals de la xarxa ferroviària; cap al nord i l'oest s'estén el Western Railway ("ferrocarril occidental") i cap a les regions de l'est, centre i sud s'estén el Central Railway ("tren central"). Els trens d'aquesta última línia parteixen en la seva majoria de la terminal ferroviària de Victoria, completada el 1888, i en l'actualitat reanomenada terminal Chhatrapati Shivaji. Altres trens que uneixen Bombai amb el sud utilitzen l'estació de Dadar, mentre que els que es dirigeixen al nord-oest tenen la terminal a l'estació Central de Bombai.

### Transport urbà

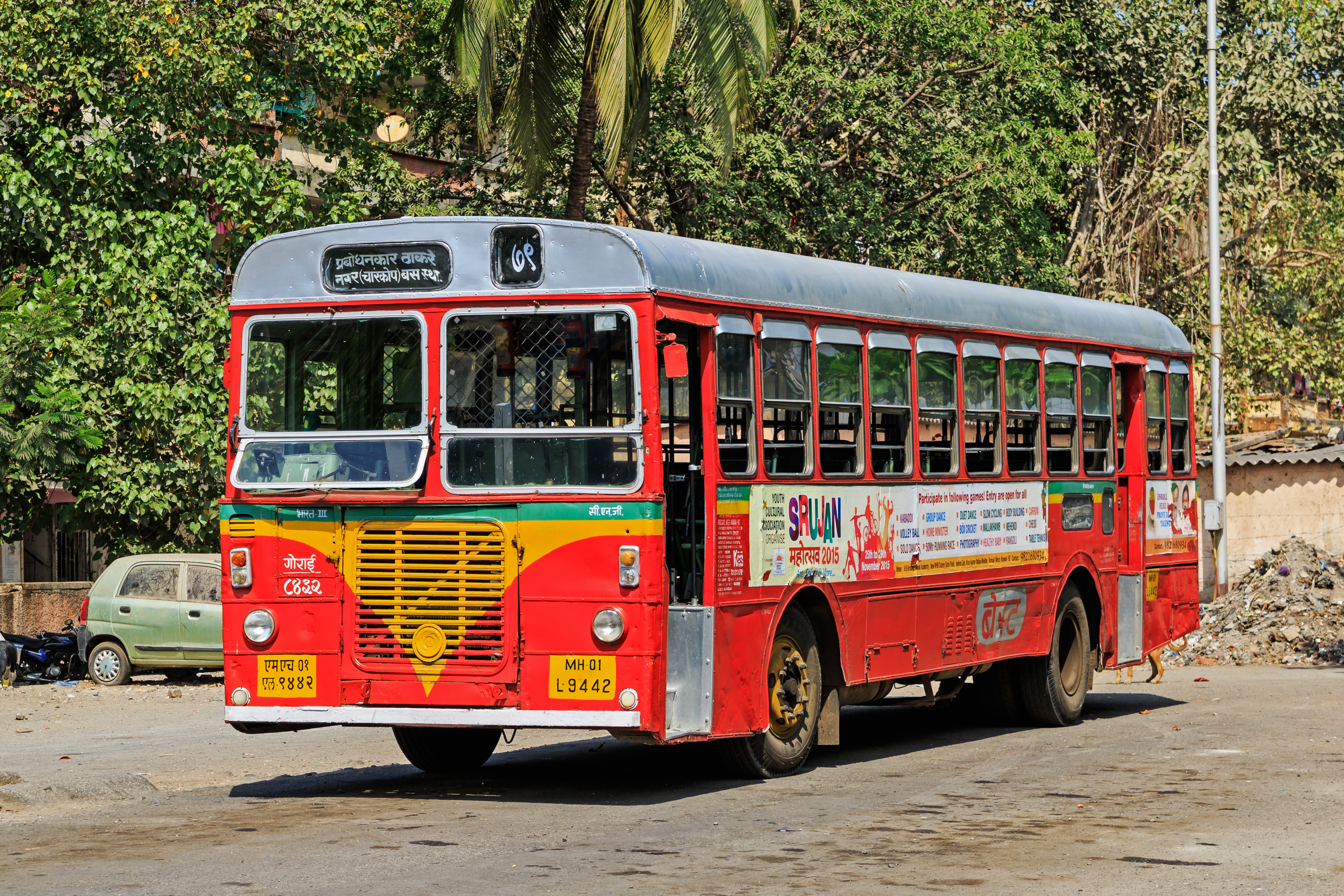
Autobús de Bombai

Els mitjans de transport urbans de Bombai s'han vist sobrepassats pel creixement del trànsit en els darrers anys. El 15 de juliol de 1926, es va inaugurar el servei d'autobusos motoritzats. Entre 1962 i 1971, hi va haver també troleibús als carrers de la ciutat. La complexa xarxa d'autobusos de Bombai, lenta però econòmica, dona servei a totes les zones de la ciutat.
El tren lleuger, inaugurat el 5 de gener de 1928, és un mitjà de transport més ràpid. Els trens van habitualment plens de passatgers, fins i tot fora de les hores punta. Els serveis se succeeixen amb una freqüència de pocs minuts i paren en diverses desenes d'estacions petites. El servei del tren lleuger és essencial per al funcionament de la ciutat, ja que milions de persones es desplacen diàriament entre les seves llars i els llocs de treball.
A més, als afores de la ciutat, però no al centre, es poden prendre encara els tradicionals rickshaws. Al marge del transport públic, les atraccions turístiques de la ciutat es poden visitar fàcilment en gires turístiques organitzades. Del port de Bombai parteixen també serveis regulars d'embarcacions que uneixen la ciutat amb la riba oposada i amb les illes interposades entre ambdues. Entre els turistes, és especialment popular el viatge a l'illa d'Elephanta.
El 2014 es va inaugurar el metro de Bombai, que és una xarxa de transport públic que comunica la megalòpolis de Bombai, a l'Índia. L'any 2017, comprèn una única línia d'11,4 km construïda en viaducte i que comunica 12 parades del suburbi nord. La xarxa ha de tenir al final 7 línies d'una longitud total d'aproximadament 150 quilòmetres.

## Mitjans de comunicació

### Premsa

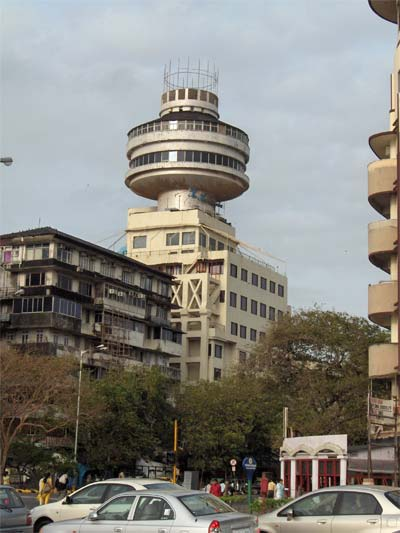
Hotel Ambassador

La premsa de Bombai exerceix, juntament amb la televisió, una influència important sobre la vida diària dels seus habitants i, en conseqüència, sobre l'opinió pública. La lectura dels diaris i les revistes és més habitual entre els homes, que a l'Índia, en general, disposen d'un nivell d'educació i d'ingressos més elevat que les dones. Malgrat que al voltant d'un terç de la població de Bombai es compon d'analfabets, els diaris impresos a Bombai tenen una comunitat de lectors estable i creixent.
Les publicacions principals en llengua anglesa són The Times of India, Midday, Afternoon, Asian Age, Economic Times, Mumbai Mirror, DNA-Daily News And Analysis, Hindustan Times i Indian Express. En marathi destaquen Loksatta, Maharashtra Times, Nava Kaal i Saamana; i en hindi Dainik Bhaskara i Dainik Jagran. En els quioscos de la ciutat, s'hi venen també diaris en altres llengües, en particular en gujarati, malaiàlam, bengalí, urdú, telugu i tàmil.

### Ràdio
Bombai és el lloc d'origen de la ràdio Índia. El juny de 1923, un grup d'entusiastes va fundar un club de radioaficionats, que va començar a emetre diàriament. El 23 de juliol de 1927, es va fundar a la ciutat l'Indian Broadcasting Company ('Companyia de Radiodifusió de l'Índia'), la primera cadena comercial de ràdio del país.
Avui en dia, existeixen a Bombai desenes de canals de ràdios públiques i privades. La cadena de més èxit és "Ràdio Mirchi", amb al voltant d'1,2 milions d'oients diaris, seguida de "Vividh Bharati", amb una audiència al voltant de 700.000. El mercat de la ràdio a Bombai i en tota l'Índia s'ha vist agitat en els últims anys per la incorporació d'operadors privats el 1993; les operacions van ser prohibides el 1998 i autoritzades novament el 1999, generant una gran competència en el sector.

### Televisió
Si bé les emissions de televisió van començar a l'Índia el 15 de setembre de 1959, aquestes es van limitar en un principi a la capital, Nova Delhi. No seria fins a l'any 1972 quan es van estendre les emissions a altres ciutats del país, entre aquestes Bombai. En aquella època, les transmissions de televisió corresponien exclusivament a la cadena pública All India Ràdio, actualment anomenada Doordarshan. La celebració dels jocs Asiàtics l'any 1982 va motivar la introducció en aquell any de la televisió en color i de la televisió per satèl·lit.
En l'actualitat, al voltant del 80 % de les llars disposen de televisió, de les quals al voltant del 30 %, les classes altes i la creixent classe mitjana, tenen accés també a les emissions per satèl·lit i cable.

## Educació

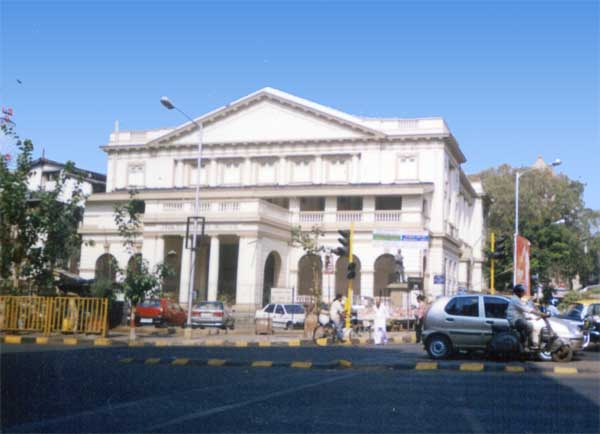
Cowasjee Framjee

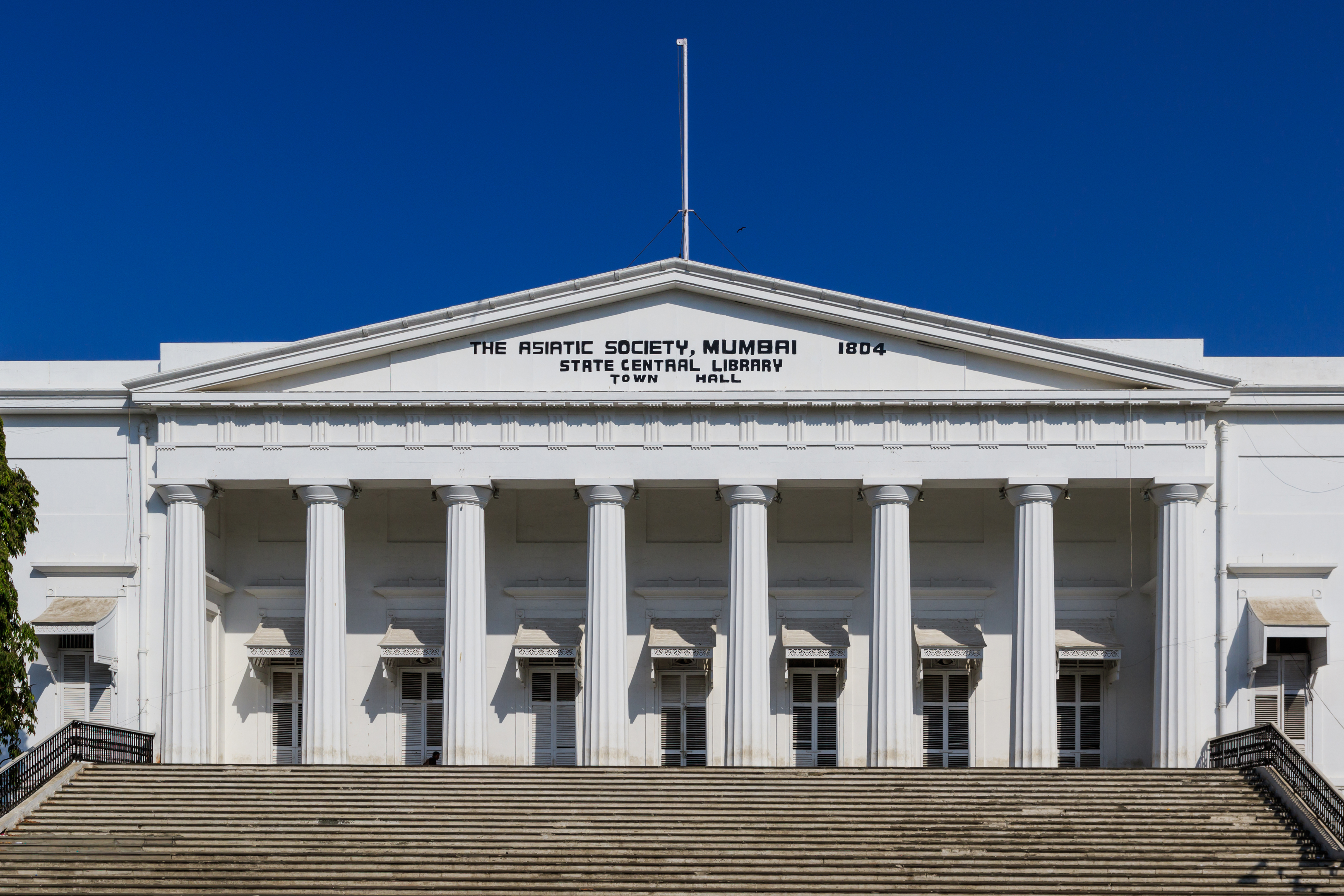
Biblioteca pública de la Societat Asiàtica de Bombai

Bombai acull nombroses institucions d'educació d'alt nivell, entre aquestes dues universitats, la Universitat de Bombai (University of Mumbai) i la Universitat Femenina SNDT (SNDT Women's University), així com diversos instituts de recerca. A la Universitat de Bombai, fundada el 1857, pertanyen gairebé totes les facultats i els centres d'ensenyament i recerca més avançats de l'Índia, com l'Institut Universitari de Tecnologia Química de Bombai (Mumbai University Institute of Chemical Technology), fundat el 1934, i l'Institut Tata de Recerca Fonamental (Tata Institute of Fundamental Research, TIFR), fundat el 1945. També a Bombai es troba la seu del prestigiós Institut Indi de Tecnologia Bombai (Indian Institute of Technology Bombai, IITB).
Altres institucions d'educació i recerca importants de Bombai són l'Institut Tècnic Veer Jijamata (Jijamata Technical Institute, VJTI), l'Institut Watumul d'Enginyeria Electrònica i de Tecnologia Informàtica (Watumul Institute of Electronic Engineering and Computer Technology), el Centre Bhabha d'Investigacions atòmiques (Bhabha Atomic Research Centre), l'Institut Jamnalal Bajaj d'Estudis de Gestió (Jamnalal Bajaj Institute of Management Studies, JBIMS), el Centre Nacional de Tecnologia del Programari (National Centre for Software Technology, NCST), l'hospital i Centre d'Investigacions Memorial de Tata (Tata Memorial Hospital and Research Centre), l'Institut Panindio de Medicina Física i Rehabilitació (All India Institute of Physical Medicine and Rehabilitation), l'Acadèmia Marina BP (BP Marine Academy) i moltes altres institucions d'educació i recerca.
L'educació primària i secundària depenen de més de mil escoles públiques i algunes de privades. El sistema educatiu revela una forta influència occidental. L'uniforme és obligatori a les escoles, i totes les matèries, a excepció de l'hindi, s'imparteixen en anglès. Les escoles públiques són gratuïtes, encara que massificades i amb un professorat de formació a vegades escassa. Les escoles privades són de pagament i per això serveixen predominantment a la població adinerada, encara que un sistema de beques permet també a alumnes d'orígens humils assistir-hi.
Els escolars indis comencen l'escola primària als sis anys. A l'educació primària, segueix la secundària, dividida en dues etapes, la primera entre els onze i els quinze anys, i la segona entre els setze i els disset. Després de superar amb èxit l'educació secundària, els estudiants poden optar a ingressar a la universitat. Mentre que per a les classes més acabalades és possible accedir a les diferents fases del sistema educatiu fins a arribar a la universitat, entre les capes més desafavorides de la població de Bombai és habitual que els nens abandonin el sistema educatiu a edats primerenques per la necessitat de treballar per contribuir als ingressos familiars i la dificultat de fer front a les despeses en material, llibres i uniformes, que requereix l'assistència a l'escola.

## Bibliografia

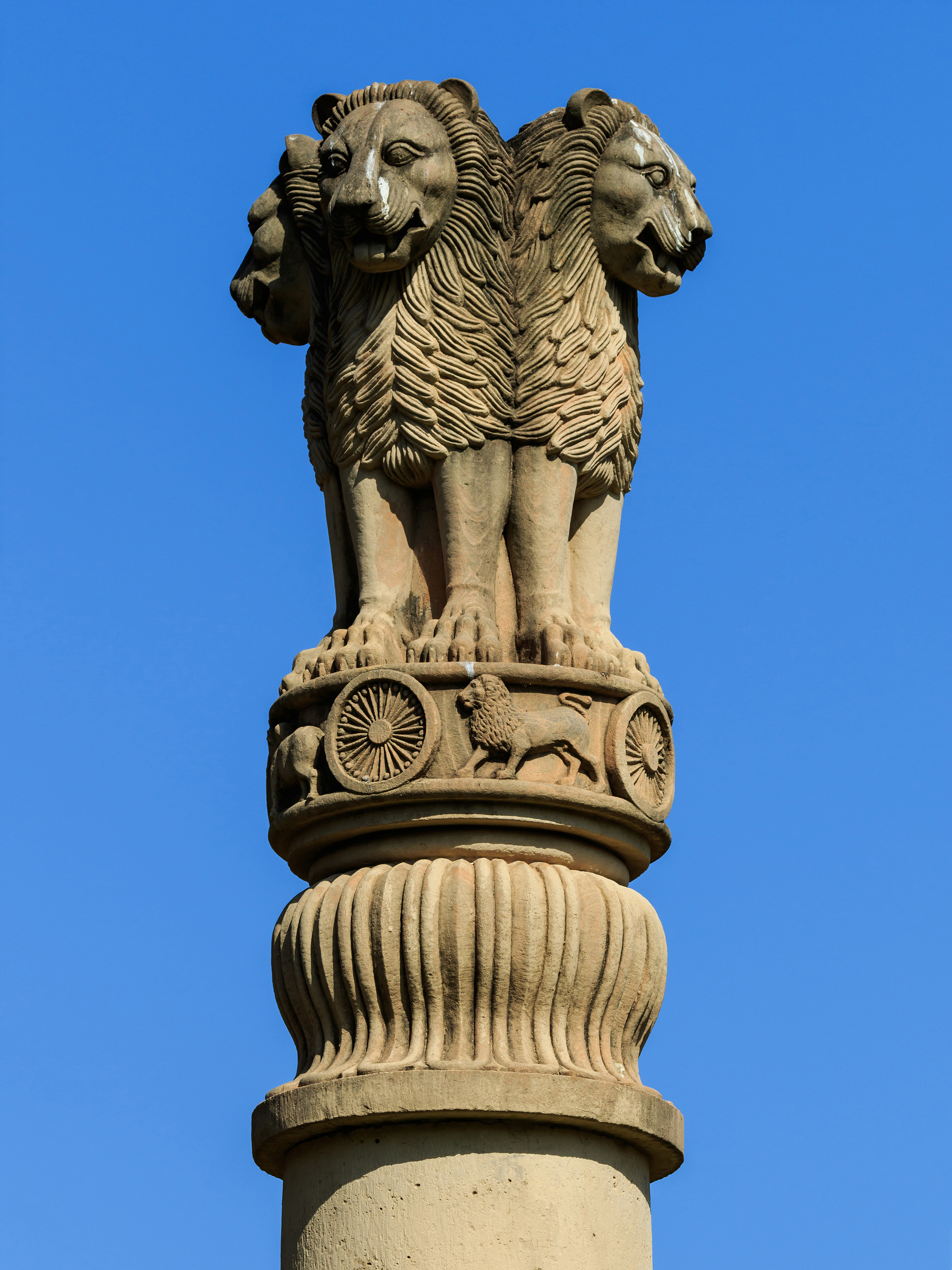
Columna amb els lleons de l'escut de l'Índia, al Kamala Nehru Park de Bombai.